# Trittame kochi
Espèce
Trittame kochi est une espèce d'araignées mygalomorphes de la famille des Barychelidae.

## Distribution
Cette espèce est endémique du Queensland en Australie. Elle se rencontre sur le mont Finlay et vers cap Tribulation.

## Description
Le mâle décrit par Raven en 1994 mesure 9 mm.

## Publication originale
- Raven, 1990 : A revision of the Australian spider genus Trittame Koch (Mygalomorphae: Barychelidae) and a new related genus. Invertebrate Taxonomy, vol. 4, no 1, p. 21-54.